# Armorial des communes de la Vallée d'Aoste
L'armorial des communes de la Vallée d'Aoste présente les dessins des blasons des communes de la Vallée d'Aoste.
Les « Armoiries de la Région et des Communes de la Vallée d'Aoste » ont été éditées sous l'égide de la Présidence de la Vallée d'Aoste. Pour chaque commune les armes sont décrites selon les termes de l'héraldique française  pouvant comporter en illustration le gonfanon
Le droit héraldique italien impose pour les communes en ornement extérieur une couronne murale et  deux rameaux passé en sautoir, non représenté ici, puisque tous identiques, ce qui alourdirait inutilement les vignettes.(De plus il n'est pas évident que le droit héraldique italien s'applique à la valée d'Aoste, dont le droit en général se compose d'un fort héritage de droit français.)

## A-B
| Image | Nom de la commune et blasonnement | Gonfanon |
| ----- | --- | -------- |
|       | Allein (Pas de source disponible pour le blasonnement)                                                                                           |          |
|       | Antey-Saint-André (Pas de source disponible pour le blasonnement)                                                                                |          |
|       | Aoste De sable au lion d’argent, armé et lampassé de gueules; au chef chargé de la croix de Savoie moderne d’argent sommé de la couronne ducale. |          |
|       | Arnad (Pas de source disponible pour le blasonnement)                                                                                            |          |
|       | Arvier D'azur au lion d'argent lampassé de gueules, à la fasce brochant d'or, chargée de trois roses de gueules.                                 |          |
|       | Avise (Pas de source disponible pour le blasonnement)                                                                                            |          |
|       | Ayas (Italie) (Pas de source disponible pour le blasonnement)                                                                                    |          |
|       | Aymavilles (Pas de source disponible pour le blasonnement)                                                                                       |          |
|       | Bard (Pas de source disponible pour le blasonnement)                                                                                             |          |
|       | Bionaz (Pas de source disponible pour le blasonnement)                                                                                           |          |
|       | Brissogne (Pas de source disponible pour le blasonnement)                                                                                        |          |
|       | Brusson (Pas de source disponible pour le blasonnement)                                                                                          |          |

## C-D *
| Image | Nom de la commune et blasonnement                                      |
| ----- | ---------------------------------------------------------------------- |
|       | Challand-Saint-Anselme (Pas de source disponible pour le blasonnement) |
|       | Challand-Saint-Victor (Pas de source disponible pour le blasonnement)  |
|       | Chambave (Pas de source disponible pour le blasonnement)               |
|       | Chamois (Pas de source disponible pour le blasonnement)                |
|       | Champdepraz (Pas de source disponible pour le blasonnement)            |
|       | Champorcher (Pas de source disponible pour le blasonnement)            |
|       | Charvensod (Pas de source disponible pour le blasonnement)             |
|       | Châtillon (Italie) (Pas de source disponible pour le blasonnement)     |
|       | Cogne (Pas de source disponible pour le blasonnement)                  |
|       | Courmayeur (Pas de source disponible pour le blasonnement)             |
|       | Donnas (Pas de source disponible pour le blasonnement)                 |
|       | Doues (Pas de source disponible pour le blasonnement)                  |

## E-F-G-H-I
| Image | Nom de la commune et blasonnement (Pas de source disponible pour le blasonnement) |
| ----- | --- |
|       | Émarèse (Pas de source disponible pour le blasonnement) |
|       | Étroubles (Pas de source disponible pour le blasonnement) * Il y a là non-respect de la règle de contrariété des couleurs : ces armes sont fautives (argent sur or). |
|       | Fénis (Pas de source disponible pour le blasonnement) |
|       | Fontainemore (Pas de source disponible pour le blasonnement) |
|       | Gaby (Italie) (Pas de source disponible pour le blasonnement) |
|       | Gignod (Pas de source disponible pour le blasonnement) |
|       | Gressan (Pas de source disponible pour le blasonnement) |
|       | Gressoney-La-Trinité (Pas de source disponible pour le blasonnement) |
|       | Gressoney-Saint-Jean - Armoiries: écu parti de gueules à trois fasces d’argent, celle en chef chargée d’une croisette accostée de deux étoiles, le tout du champ, qui est de Vallaise; et de sable au lion d’argent armé et lampassé de gueules, qui est du Duché d’Aoste; au chef sur le tout de gueules à la croix d’argent, qui est de Savoie. Ornements extérieurs: l’écu est timbré d’une couronne murale crénelée, munie de quatre tours (trois visibles) crénelées de trois pièces et ouvertes, le tout d’or; soutiens propres aux Communes. Différences entre dessin et blasonnement : Le dessin présente un fascé de gueules et d'argent alors quil est dit de gueules à trois fasces d'argent. - Gonfanon: parti de sable et de gueules, richement orné d’argent et chargé des armoiries de la Commune surmontées des inscriptions cintrées d’argent: «Comune di Gressoney-Saint-Jean», «Commune de Gressoney-Saint-Jean», «Gemeinde Gressoney-Saint-Jean». Ces armoiries sont accompagnées en pointe d’un écu parti d’argent et de gueules, chargé de 10 étoiles posées en pal, 3, 4 et 3, les trois à dextre de gueules, les quatre brochant sur la partition parties de l’un et de l’autre de l’un en l’autre, les trois à senestre d’argent; l’écu est accolé à une marque de famille figurant un ancre d’argent, et soutenu de deux palmes en sautoir de sinople. Les parties en métal, les franges et les cordons sont d’argent. La hampe est couverte de velours de gueules, fixé par des broquettes d’argent posées en spirale. La flèche contient la reproduction des armoiries de la Commune. Cravate aux couleurs de l’État. Différences entre dessin et blasonnement : Les termes d'héraldiques ne s'appliquent pas au gonfanon, qui est un drapeau. Ex. «Parti d'argent et de gueules» ne se dit certainement pas ainsi, mais à qqchose comme à une bande blanche à gauche et une rouge à droite. Quant au «richement orné d'argent», je laisse ça aux éminents vexillologues. . |
|       | Hône (Pas de source disponible pour le blasonnement) |
|       | Introd (Pas de source disponible pour le blasonnement) |
|       | Issime (Pas de source disponible pour le blasonnement) |
|       | Issogne (Pas de source disponible pour le blasonnement) |

## J-L-M-N-O
| Image | Nom de la commune et blasonnement |
| ----- | --- |
|       | Jovençan (Pas de source disponible pour le blasonnement) |
|       | La Magdeleine (Pas de source disponible pour le blasonnement) |
|       | La Salle (Italie) (Pas de source disponible pour le blasonnement) |
|       | La Thuile (Italie) (Pas de source disponible pour le blasonnement) |
|       | Lillianes (Pas de source disponible pour le blasonnement) |
|       | Montjovet (Pas de source disponible pour le blasonnement) |
|       | Morgex (Pas de source disponible pour le blasonnement) |
|       | Nus (Pas de source disponible pour le blasonnement) |
|       | Ollomont D'azur à deux monts enneigés issant des flancs de l'écu, au sapin brochant en pal, fondé sur une campagne herbeuse, le tout au naturel. Ornements extérieurs propres aux Communes. Ruban parti aux couleurs de l’État et de la Région. |
|       | Oyace (Pas de source disponible pour le blasonnement) |

## P-Q-R
| Image | Nom de la commune et blasonnement |
| ----- | --- |
|       | Perloz (Pas de source disponible pour le blasonnement) |
|       | Pollein (Pas de source disponible pour le blasonnement) |
|       | Pontboset (Pas de source disponible pour le blasonnement) |
|       | Pontey (Pas de source disponible pour le blasonnement) |
|       | Pont-Saint-Martin (Italie) (Pas de source disponible pour le blasonnement) |
|       | Pré-Saint-Didier (Pas de source disponible pour le blasonnement) |
|       | Quart (Italie) (Pas de source disponible pour le blasonnement) |
|       | Rhêmes-Notre-Dame D'azur au mont Granta Parey enneigé au naturel soutenu d’un pré de sinople et accompagné au canton senestre du chef d’un gypaète éployé d’or ; au chef de même chargé de trois lionceaux léopardés de gueules. |
|       | Rhêmes-Saint-Georges (Pas de source disponible pour le blasonnement) |
|       | Roisan (Pas de source disponible pour le blasonnement) |

## S
| Image | Nom de la commune et blasonnement                                         |
| ----- | ------------------------------------------------------------------------- |
|       | Saint-Christophe (Italie) (Pas de source disponible pour le blasonnement) |
|       | Saint-Denis (Italie) (Pas de source disponible pour le blasonnement)      |
|       | Saint-Marcel (Italie) (Pas de source disponible pour le blasonnement)     |
|       | Saint-Nicolas (Italie) (Pas de source disponible pour le blasonnement)    |
|       | Saint-Oyen (Italie) (Pas de source disponible pour le blasonnement)       |
|       | Saint-Pierre (Italie) (Pas de source disponible pour le blasonnement)     |
|       | Saint-Rhémy-en-Bosses (Pas de source disponible pour le blasonnement)     |
|       | Saint-Vincent (Italie) (Pas de source disponible pour le blasonnement)    |
|       | Sarre (Pas de source disponible pour le blasonnement)                     |

## T-V*
| Image | Nom de la commune et blasonnement                                   |
| ----- | ------------------------------------------------------------------- |
|       | Torgnon (Pas de source disponible pour le blasonnement)             |
|       | Valgrisenche (Pas de source disponible pour le blasonnement)        |
|       | Valpelline (Pas de source disponible pour le blasonnement)          |
|       | Valsavarenche (Pas de source disponible pour le blasonnement)       |
|       | Valtournenche (Pas de source disponible pour le blasonnement)       |
|       | Verrayes (Pas de source disponible pour le blasonnement)            |
|       | Verrès (Italie) (Pas de source disponible pour le blasonnement)     |
|       | Villeneuve (Italie) (Pas de source disponible pour le blasonnement) |